# Sleeping Sun
Sleeping Sun (англ. Спляче Сонце) — сингл фінської симфо-павер метал групи Nightwish  з альбому Oceanborn. Пісню написав композитор та лідер групи Туомас Холопайнен, вона присвячена сонячному затемненню, яке відбулось в Європі 11 серпня 1999 року. Сингл був перевиданий у 2005 році в форматах CD та DVD.

## Другий реліз
У 2005 році Nightwish оголосили, що вони займаються записом нової версії цієї пісні для збірки, яка отримала назву Highest Hopes. Тар'я Турунен була лідуючим вокалом на цьому записі і це був останній реліз з її участю, до того як її замінила Анетт Ользон.
«Sleeping Sun» з'явиться на Highest Hopes під назвою «Sleeping Sun 2005 Version». Для промоції нової збірки вийшов CD & DVD сингл.
CD сингл містить повну версію 2005, скорочену радіоверсію 2005, і оригінальну версію пісні 2000 року.

## Відеокліпи
На Sleeping Sun зняли два постановочних відеокліпи: в 1998 році та у 2005.
У версії 1998 присутні кадри затемнення. Тар'я Турунен, вокалістка групи, протягом відео переміщається по мальовничих куточках Фінляндії, періодично лягаючи в мідну ванну.
У версії 2005 року, знятої режисером Самі Кайхо, група з'являється в ролі середньовічних лицарів, що борються з ворогами. Кліп знято на нову перезаписану версію пісні з дещо зміненою аранжуванням.

## Список композицій на синглах

### Sleeping Sun: Four Ballads of the Eclipse (1998)
1. «Sleeping Sun»
2. «Walking in the Air»
3. «Swanheart»
4. «Angels Fall First»

### Sleeping Sun (2005) CD
1. «Sleeping Sun (2005 Radio Edit)»
2. «Sleeping Sun (2005 Full Version)»
3. «Sleeping Sun (Original Version)»

### Sleeping Sun (2005) DVD
1. «Sleeping Sun (2005 version)»
2. «Sleeping Sun (Original version)»
3. «Sleeping Sun (Live, Summer Breeze)»

DVD версія синглу містить оригінальний кліп Sleeping Sun, кліп Sleeping Sun версії 2005 і live відео Sleeping Sun, зняте в 2003 році.

## Учасники
- Туомас Холопайнен — композитор, клавишні
- Емппу Вуорінен — гітара
- Юкка Невалайнен — ударні
- Тар'я Турунен — вокал
- Марко Хієтала — бас-гітара

## Українські версії
Хор Громади «ВСІХ СВЯТИХ» УЛЦ у Харкові зробив власний переспів пісні під назвою "Сонце віри, що не згасне", щоправда, з видозміненим текстом. На сьогодні, це єдина відома спроба україномовного каверу.